# Nawrocko (gromada)
Nawrocko – dawna gromada, czyli najmniejsza jednostka podziału terytorialnego Polskiej Rzeczypospolitej Ludowej w latach 1954–1972.
Gromady, z gromadzkimi radami narodowymi (GRN) jako organami władzy najniższego stopnia na wsi, funkcjonowały od reformy reorganizującej administrację wiejską przeprowadzonej jesienią 1954 do momentu ich zniesienia z dniem 1 stycznia 1973, tym samym wypierając organizację gminną w latach 1954–1972.
Gromadę Nawrocko z siedzibą GRN w Nawrocku utworzono – jako jedną z 8759 gromad na obszarze Polski – w powiecie myśliborskim w woj. szczecińskim na mocy uchwały nr V/47/54 WRN w Szczecinie z dnia 5 października 1954. W skład jednostki weszły obszary dotychczasowych gromad Nawrocko i Rościn ze zniesionej gminy Myślibórz, obszar dotychczasowej gromady Gryżyno ze zniesionej gminy Różańsko oraz obszar dotychczasowej gromady Pniów i miejscowość Czerników z dotychczasowej gromady Golenice ze zniesionej gminy Golenice w tymże powiecie. Dla gromady ustalono 14 członków gromadzkiej rady narodowej.
Gromadę zniesiono 1 stycznia 1969, a jej obszar włączono do gromad Golenice (miejscowości Czerników, Mokrsko i Narok) i Myślibórz (miejscowości Dąbrowa, Gryżyno, Iłowo, Kostno, Nawrocko, Pniów, Rościn, Rościnko i Wrzelewo) w tymże powiecie.